# Magoar
Magoar (tiếng Breton: Magor) là một xã của tỉnh Côtes-d’Armor, thuộc vùng Bretagne, tây bắc Pháp.